# Nykyta (Storožuk)
Nykyta (světským jménem: Andrij Petrovyč Storožuk; * 12. prosince 1980, Dračynci) je ukrajinský duchovní Ukrajinské pravoslavné církve Moskevského patriarchátu a biskup ivanofrankivský a kolomyjský.

## Život
Narodil se 12. prosince 1980 ve vesnici Dračynci Černovické oblasti.
Po střední škole se stal referentem černovické eparchie. Dne 23. prosince 2006 byl biskupem chotynským Meletijem (Jegorenkem) postřižen na monacha se jménem Nykyta na počest svatého Nikity Stylity a 15. června 2007 rukopoložen na jerodiákona. Následující rok nastoupil na dálkové studium Moskevského duchovního semináře.
Dne 26. února 2012 přijal kněžské svěcení. Od října 2014 se stal sekretářem černovické konzistoře a 19. srpna 2015 byl povýšen na archimandritu. Roku 2020 dokončil Kyjevský duchovní seminář.
Dne 23. listopadu 2022 jej Svatý synod Ukrajinské pravoslavné církve zvolil biskupem ivanofrankivským a kolomyjským. Biskupská chirotonie proběhla 5. prosince v Pantelejmonovském monastýru. Hlavním světitelem byl metropolita kyjevský a celé Ukrajiny Onufrij (Berezovskyj).